# 天主教湯加教區
天主教湯加教區（拉丁語：Dioecesis Tongana），是湯加一個天主教教區，直屬聖座。
中太平洋宗座牧區成立於1842年8月23日，1937年4月13日易名為湯加代牧區。1966年6月21日升為教區。2010年有教友13,367人，佔總人口12.9%。有十四個堂區、司鐸卅八人。現任教區主教為索恩·馬菲樞機。